# Wuzurg framadar
Wuzurg framadār (en pahlavi: 𐭫𐭲𐭬𐭥𐭯 𐭠𐭡𐭫‎, que significa "el gran señor") era un cargo sasánida que equivalía al cargo de gran visir en el período islámico posterior.

## Actividad
- Abarsam, activo durante el reinado de Artajerjes I.[2][1]
- Cosroes Yazdegerd bajo Yazdegerd I[1]
- Mihr Narseh bajo Yazdegerd I y Bahram V[1]
- Suren Pahlav bajo Bahram V, posiblemente el sucesor directo de Mihr Narseh[1]
- Izadgushasp
- Farrukh Hormizd